# Cecilia Böhl de Faber
Cecilia Böhl de Faber (ur. 24 grudnia 1796 w Morges, zm. 7 kwietnia 1877 w Sewilli) –  hiszpańska autorka i powieściopisarka, która posługiwała się pseudonimem literackim Fernán Caballero, najbardziej znana z powieści Mewa (La gaviota, 1849).

## Życiorys
Cecilia Böhl de Faber przyszła na świat 24 grudnia 1796 r. w Morges, w Szwajcarii. Jej ojciec, Juan Nicolas Böhl de Faber, był niemieckim konsulem, który osiadł w Hiszpanii. Był on autorem Antologii hiszpańskiej poezji ludowej, która ukazała się w kilku tomach w latach 1821-1825. Matka – Francisca de Larrea, pochodziła z Andaluzji i tworzyła scenki obyczajowe. W 1805 roku, Cecylia wraz z rodzicami i trojgiem rodzeństwa – bratem Juanem Jacobo oraz siostrami Aurorą i Ángelą, przeprowadzili się do Niemiec. Jednak wkrótce Francisca, tęskniąc za ojczyzną, powróciła do Hiszpanii z dwiema młodszymi córkami, pozostawiając najstarszą córkę i syna pod opieką męża. Cecilia początkowo kształciła się pod okiem belgijskich guwernantek, a następnie we francuskim pensjonacie w Hamburgu. Rodzina zjednoczyła się po kilku latach rozłąki, w 1813 r., osiedlając się na stałe w Kadyksie. Po powrocie do Hiszpanii Cecilia miała problemy z ojczystym językiem, zważywszy na to, że jej edukacja przebiegała głównie w językach niemieckim i francuskim. Wtedy też młoda autorka zainteresowała się hiszpańskimi obyczajami narodowymi, co odzwierciedla się w jej twórczości.
W 1816 roku, w wieku dziewiętnastu lat, Böhl de Faber poślubiła kapitana Antonio Planellsa. Owdowiała już rok później, gdyż zginął on w Portoryko, gdzie został oddelegowany. Po czterech latach ponownie wyszła za mąż, za hrabiego Francisco Ruiz del Marco. Małżeństwo zamieszkiwało na zmianę pałac w Sewilli oraz wiejską posiadłość w Dos Hermanas. Cecilia zdecydowała się tam pozostać po śmierci męża w 1835 roku.
Podczas podróży do Paryża w 1836 r. poznała wielką miłość swojego życia – Federica Cuthberta, którego opisała w utworze Clemencia (1852), nadając mu tożsamość sir George’a Percy.
W 1837 r. zawarła trzecie i ostatnie małżeństwo. Jej wybranek, Antonio Arrom de Ayala, był znacznie młodszy i miał poważne problemy ze zdrowiem. W czasie ich małżeństwa intensywnie poświęcała się twórczości literackiej. Debiutowała w 1949 r. w wieku 53 lat, przyjmując pseudonim Fernán Caballero. Po tym jak Arrom de Ayala popełnił samobójstwo, w 1857 roku, osiadła na stałe za zgodą królewską w Alkazarze w Sewilli, gdzie pozostała aż do swojej śmierci.

## Twórczość
Fernán Caballero jest uważana za inicjatorkę powieści regionalnej w Hiszpanii. W jej twórczości widoczne jest przywiązanie do tradycji i umiłowanie folkloru. W swoich dziełach broniła tradycyjnych obyczajów, które zanikały w wyniku ciągłego postępu i wpływów z zewnątrz. Mają one również charakter moralizatorski. Początkowo pisarka tworzyła swoje dzieła w języku francuskim. Przy pomocy Joségo Joaquina de Mora dokonała tłumaczeń niektórych z nich na hiszpański. W pierwszej kolejności tworzyła krótkie opowiadania i scenki obyczajowe, z czasem skłaniając się ku dłuższym formom literackim.
Jej pierwsza, a zarazem najsłynniejsza powieść, Mewa, została opublikowana w 1849 r. Utwór ten również został napisany pierwotnie po francusku i ukazał się jako dodatek w madryckim czasopiśmie El Heraldo. Opublikowanie powieści nie było intencją autorki, jednakże po namowach ze strony męża, przesłała rękopis Josému Joaquinowi de Mora, który przetłumaczył go na język hiszpański. Bohaterką utworu jest córka rybaka o niezwykłym głosie, która zdobywa sławę i odnosi sukcesy, lecz są one krótkotrwałe. Kobietę gubi miłość do pewnego toreadora, który ginie w pojedynku. W wyniku romansu rozpada się jej małżeństwo. Wkrótce bohaterka traci również głos i jest zmuszona do powrotu do rodzinnej wsi, gdzie poślubia jednego z miejscowych chłopów. Mewa jest powieścią kostumbrystyczną i regionalną. Autorka przeciwstawia w niej życie na wsi życiu miejskiemu. Miasto w jej uznaniu jest źródłem zepsucia, natomiast znacznie większą wartość mają sielskie obyczaje wiejskie. Za idealne społeczeństwo uważa takie, które podtrzymuje swoje tradycje i nie ewoluuje, gdyż jeśli tak się dzieje, prowadzi to do jego destrukcji. Mewa znacznie wpłynęła na rozwój hiszpańskiej powieści w II połowie XIX wieku i stała się inspiracją dla twórczości takich pisarzy, jak Pedro Antonio de Alarcón i Luis Coloma.
Fernán Caballero uchodzi również za prekursorkę realizmu w Hiszpanii. W tym samym roku co Mewa ukazała się powieść Rodzina Alvareda (La familia de Alvareda). W Polsce została opublikowana w 1860 r., jako dodatek do krakowskiego czasopisma „Czas”. Utwór ten, podobnie jak późniejsze Clemencia (która w Polsce została wydana w 1868 r. przez „Kronikę Rodzinną” jako Klemencya) i Un verano en Bornos, zawiera elementy charakterystyczne dla realizmu. Wszystkie te powieści, włącznie z Mewą, odznaczają się mnogością opisów miejsc, różnorodnością wydarzeń i żywą narracją, a także obecnością licznych motywów folklorystycznych i jasno wyrażonego morału. Zainteresowanie obyczajowością autorka przejawia również w Obrazach ludowych zwyczajów Andaluzji (Cuadros de costumbres populares andaluzas), opublikowanych w 1852 r.